# جورج موريس
جورج موريس (بالإنجليزية: George Morris)‏ (1 يناير 1879 بمانشستر في المملكة المتحدة - ) هو لاعب كرة قدم بريطاني (وحمل سابقاً جنسية المملكة المتحدة لبريطانيا العظمى وأيرلندا) في مركز نصف الجناح. لعب مع نادي بارنسلي ونادي ميلوول ولينكولن سيتي أف سي وGlossop North End A.F.C. ‏.